# Décès en 1960
Décès
- 1956
- 1957
- 1958
- 1959
- 1960
- 1961
- 1962
- 1963
- 1964

Cet article présente une liste de personnalités mortes au cours de l'année 1960.

Les mois de l'année font également l'objet de listes spécifiques :

## Décès par mois

### Inconnu
- Francesco Agnesotti, peintre italien (° 1882).
- Colette Allendy, peintre, illustratrice et galeriste française (° 1895).
- Jacques Brissaud, peintre, sculpteur et lithographe français (° 1880).
- Jean Engel, peintre français (° 15 janvier 1876).
- Raymond Kanelba, peintre polonais (° 1897).
- Istvan Lukacs, footballeur hongrois naturalisé français (° 14 octobre 1912).
- Dave Marsh, coureur cycliste britannique (° 28 décembre 1894).
- Sami Shawa, violoniste syrien (° 1887).

### Janvier
- ? janvier : Jean Lacassagne, médecin français (° 2 janvier 1886).
- 1er janvier :
  - Paul-Émile Bécat, peintre, graveur et dessinateur français (° 2 février 1885).
  - William Bowman, réalisateur et acteur américain (° 27 février 1884).
- 2 janvier : 
  - Fausto Coppi, coureur cycliste italien (° 15 septembre 1919).
  - Paul Sauvé, Premier ministre du Québec (° 24 mars 1907).
- 3 janvier : 
  - Victor Sjöström, réalisateur et acteur suédois (° 20 septembre 1879).
  - Catherine Desnitski, noble russe (° 27 avril 1886).
- 4 janvier :
  - Albert Camus, prix Nobel de littérature, écrivain français (° 7 novembre 1913).
  - Hermann Fluckiger, ambassadeur de Suisse à Moscou et ancien président du Conseil de ville de Bienne.
- 5 janvier : Anders Osterlind, peintre français (° 19 juin 1887).
- 8 janvier : Tibor Boromisza, peintre hongrois (° 8 mars 1880).
- 10 janvier : Eric Hamber, homme politique canadien (° 21 avril 1879)
- 12 janvier : Carlos di Sarli, musicien de tango, chef d'orchestre, compositeur et pianiste argentin (° 7 janvier 1903).
- 19 janvier : William Coales, athlète britannique (° 8 janvier 1886).
- 21 janvier :
  - Chicuelo II (Manuel Jiménez Díaz), matador espagnol (° 16 juin 1929).
  - Launy Grøndahl, compositeur et chef d'orchestre danois (° 30 juin 1886).
- 23 janvier : Pierre Le Trividic,  peintre français de l'École de Rouen (° 12 avril 1898).
- 24 janvier : Edwin Fischer, pianiste suisse (° 6 octobre 1886).
- 28 janvier : Armand Vallée, peintre français (° 27 décembre 1884).
- 30 janvier : Jacques de Menasce, pianiste et compositeur autrichien naturalisé américain (° 19 août 1905).
- 31 janvier :
  - Auguste Herbin,  peintre français (° 29 avril 1882).
  - Émile Lopez, footballeur français (° 21 mai 1908).

### Février
- 4 février :
  - Edmond-Édouard Lapeyre, peintre, illustrateur et affichiste français (° 17 novembre 1880).
  - Dossibai Patell, médecin indienne (° 16 octobre 1881).
  - Sandy-Hook, de son vrai nom Georges Taboureau, peintre, affichiste et illustrateur français (° 4 septembre 1879).
- 8 février : Maurice Marinot, peintre et artisan verrier français (° 20 mars 1882).
- 10 février : Aloysius Stepinac, cardinal croate, archevêque de Zagreb (° 8 mai 1898).
- 12 février :
  - Jean-Michel Atlan, peintre français (° 23 janvier 1913).
  - Louis Agricol Montagné, peintre et aquarelliste français (° 19 août 1879).
- 15 février : Cho Byeong-ok, résistant et homme politique coréen (° 21 mai 1894).
- 16 février : Adolphe Beaufrère, peintre et graveur français (° 24 mars 1876).
- 21 février :
  - Jacques Becker, réalisateur, acteur, scénariste français (° 15 septembre 1906).
  - Samuel Mitchell, astronome américain.
- 28 février :
  - Paul-Émile Borduas, peintre surréaliste puis abstrait québécois (° 1er novembre 1905).
  - Cécile Paul-Baudry, peintre française (° 30 décembre 1879).
- 23 février : Alexandre Lippmann, escrimeur et peintre français (° 11 juin 1881).
- 24 février : Pierre Daye, journaliste et écrivain belge (° 24 juin 1892).
- 29 février : Amadeo Sabattini, pharmacien, médecin et homme politique argentin (° 29 mai 1892).

### Mars
- 6 mars : Jean Puy, peintre français (° 8 novembre 1876).
- 9 mars : Paul Jacoulet, peintre et graveur français (° 23 janvier 1896).
- 13 mars : Jacques Duthoo, peintre abstrait, céramiste et graveur français (° 19 février 1910).
- 16 mars : Gérard Saint, coureur cycliste français (° 11 juillet 1935).
- 21 mars : Charles-Lucien Moulin, peintre français (° 6 janvier 1869).
- 23 mars : Ludwig Bergsträsser, historien, professeur de science politique et homme politique allemand (° 23 février 1883).
- 26 mars : Ida von Plomgren, féministe suédoise (° 9 septembre 1870).

### Avril
- 3 avril : Norodom Suramarit, roi du Cambodge (° 6 mars 1896).
- 5 avril : Domenico Bartolini, fonctionnaire et homme politique italien (° 26 août 1880).
- 17 avril : Eddie Cochran, chanteur de rock américain (° 3 octobre 1938).
- 20 avril : Pannalal Ghosh, flûtiste indien (° 31 juillet 1911).
- 21 avril :
  - Lucien Lantier, peintre français (° 27 juillet 1879).
  - Henry Valensi, peintre, réalisateur, animateur et théoricien de l'art français (° 17 septembre 1883).
- 24 avril : George Relph, acteur anglais (° 27 janvier 1888).
- 25 avril : Hope Emerson, actrice américaine (° 29 octobre 1897).
- 28 avril : Anton Pannekoek, astronome et militant communiste hollandais (° 2 janvier 1873).

### Mai
- 4 mai : Gunnar Olsson, footballeur suédois (° 27 mars 1901).
- 11 mai : John Davison Rockefeller Junior, milliardaire américain (° 29 janvier 1874).
- 12 mai : Armstrong Gibbs, compositeur anglais (° 10 août 1889).
- 14 mai : Andrée Lavieille, peintre française (° 11 septembre 1877).
- 15 mai : Guilherme d'Oliveira Marques, peintre et sculpteur portugais (° 12 octobre 1887).
- 16 mai : Igor Grabar, historien d'art et muséologue soviétique (° 13 mars 1871).
- 17 mai : Jules Supervielle, poète et écrivain français (° 16 janvier 1884).
- 19 mai : Marcel Dupuy, coureur cycliste français (° 15 décembre 1888).
- 22 mai : İbrahim Çallı, peintre turc (° 13 juillet 1882).
- 23 mai : Camille Carlier, peintre française (° 17 mai 1880).
- 25 mai : El Gallo (Rafael Gómez Ortega), matador espagnol (° 18 juillet 1882).
- 27 mai :
  - Edward Brophy, acteur et réalisateur américain (° 27 février 1895).
  - George Zucco, acteur et metteur en scène britannique (° 11 janvier 1886).
- 30 mai :
  - Léon Colombier, peintre français (° 4 janvier 1869).
  - Boris Pasternak, écrivain russe puis soviétique (° 10 février 1890).

### Juin
- 1er juin : Frans Smeers, peintre belge (° 28 janvier 1873).
- 9 juin : Eugène Kurth, peintre luxembourgeois (° 25 mars 1868).
- 12 juin : Jack Richardson, acteur américain (° 18 novembre 1870).
- 16 juin : Francis Parker Yockey, essayiste et théoricien politique américain (° 18 septembre 1917).
- 17 juin : Pierre Reverdy, poète français (° 11 septembre 1889).
- 22 juin : Wolfgang Seuss, garde de camp de concentration allemand (° 1907).
- 27 juin : Harry Pollitt, homme politique britannique (° 22 novembre 1890).
- 28 juin : Móric Esterházy, homme politique hongrois (° 27 avril 1881).

### Juillet
- 9 juillet : Edward Hill, compositeur américain (° 9 septembre 1872).
- 10 juillet : Charles Forget, peintre et graveur français (° 26 janvier 1886).
- 11 juillet : Jesús Arámbarri, compositeur et chef d'orchestre espagnol d'origine basque (° 13 avril 1902).
- 14 juillet :
  - Fernande Barrey, modèle et peintre française (° 9 janvier 1893).
  - Federico Chabod, historien et homme politique italien (° 23 février 1901).
- 16 juillet :
  - Søren Andersen, footballeur danois (° 16 juillet 1937).
  - John P. Marquart, romancier américain.
- 23 juillet : Raymond Kanelba, peintre polonais (° 24 février 1897).
- 25 juillet : Dennis Hoey, acteur et dramaturge anglais (° 30 mars 1893).
- 26 juillet : Georges Rapin alias Monsieur Bill, criminel français (guillotiné) (° 31 août 1936).

### Août
- 2 août : Jules Lowie, coureur cycliste belge (° 6 octobre 1913).
- 6 août :
  - Meg Cléry, peintre française (° 31 août 1874).
  - Charles Schneider, industriel français (° 28 juin 1898).
- 7 août :
  - André Bloch, compositeur français (° 14 janvier 1873).
  - Väinö Hannikainen, compositeur et harpiste finlandais (° 12 janvier 1900).
- 9 août : Louis Cahuzac, clarinettiste français (° 12 juillet 1880).
- 10 août : Frank Lloyd, acteur, producteur, réalisateur et scénariste britannique (° 2 février 1886).
- 12 août : Jeanne-Marie Barbey, peintre et photographe française (° 17 juillet 1876).
- 15 août :
  - Karl Paulus Kallin, musicien et directeur musical suédois (° 11 mars 1880).
  - Jefferson Machamer, auteur de bande dessinée américain (° 5 juillet 1901).
- 22 août : Georges Sauveur Maury, peintre français (° 6 octobre 1872).
- 26 août :
  - Edmond Blampied, lithographe, caricaturiste, dessinateur, illustrateur de livres, aquarelliste, peintre, sculpteur et graveur jersiais (° 30 mars 1886).
  - Knud Enemark Jensen, coureur cycliste danois (° 30 novembre 1936).
- 30 août : István Szőnyi, peintre et graveur hongrois (° 17 janvier 1894).

### Septembre
- 1er septembre : André Jacques, peintre et graveur français (° 31 mai 1880).
- 4 septembre : Gustave Pelgrims, footballeur belge (° 14 juin 1878).
- 5 septembre :
  - Edgard Bouillette, peintre français (° 15 février 1872).
  - Léonie Humbert-Vignot, peintre française (° 17 février 1878).
- 7 septembre : Wilhelm Pieck, président communiste  de l'Allemagne de l'Est (° 3 janvier 1876).
- 8 septembre :
  - Feroze Gandhi, homme politique indien (° 12 septembre 1912).
  - Vilmos Huszár, peintre et designer hongrois (° 5 janvier 1884).
  - Oscar Pettiford, contrebassiste de jazz américain (° 30 septembre 1922).
- 12 septembre : 
  - Curt Goetz, écrivain et acteur germano-suisse (° 17 novembre 1888).
  - Monica Whately, suffragette britannique (° 30 novembre 1889).
- 16 septembre : J. Cheever Chowdin, patron de Universal Pictures.
- 17 septembre : Paul Ledoux, peintre, graveur et illustrateur français (° 18 novembre 1884).
- 21 septembre : Mahmoud Harbi, homme politique de la Côte française des Somalis (° 1921).
- 22 septembre : Mélanie Klein, psychanalyste britannique d'origine autrichienne (° 30 mars 1882).
- 26 septembre : Emily Post, femme de lettres américaine (° 27 octobre 1872).

### Octobre
- 2 octobre : Jaroslav Doubrava, compositeur, peintre et pédagogue tchèque (° 25 avril 1909).
- 6 octobre : Charles Curtelin, peintre français (° 5 mai 1859).
- 11 octobre : Richard Cromwell, acteur américain (° 8 janvier 1910).
- 12 octobre : Inejirō Asanuma, homme politique japonais (° 27 décembre 1898).
- 13 octobre : Arthur Wauters, homme politique belge (° 12 août 1890).
- 16 octobre : Émile Georget, coureur cycliste français (° 21 septembre 1881).
- 19 octobre : Günter Raphael, compositeur allemand (° 30 avril 1903).
- 25 octobre : José Padilla Sánchez, compositeur espagnol (° 28 mai 1889).
- 29 octobre : Sreten Stojanović, sculpteur, dessinateur, aquarelliste et critique d'art serbe puis yougoslave (° 2 février 1898).
- 30 octobre : Alfred Hill, compositeur, chef d'orchestre et enseignant de musique australo-néo-zélandais (° 16 décembre 1869).

### Novembre
- 2 novembre : Otoya Yamaguchi, l'assassin de Inejirō Asanuma se suicide en prison (° 22 février 1943).
- 4 novembre : Léon Galand, peintre et illustrateur français (° 18 avril 1872).
- 5 novembre :
  - Ward Bond, acteur américain (° 9 avril 1903).
  - Mack Sennett, réalisateur producteur américain d'origine canadienne (° 17 janvier 1880).
- 11 novembre : Pierre Galle, peintre, illustrateur et sculpteur français (° 8 février 1883).
- 14 novembre : Walter Catlett, acteur et scénariste américain (° 4 février 1889).
- 16 novembre : Clark Gable, acteur américain (° 1er février 1901).
- 23 novembre : Allen Hobbs, homme politique américain (° 30 juillet 1899).
- 25 novembre : Shirataki Ikunosuke, peintre japonais (° 17 mars 1873).
- 28 novembre : Richard Wright, écrivain américain (° 4 septembre 1908).
- 29 novembre : Fortunato Depero, peintre italien (° 30 mars 1892).
- 30 novembre : Eugène Soudan, avocat, juriste et homme politique belge (° 4 décembre 1880).

### Décembre
- 2 décembre : Fritz August Breuhaus de Groot, architecte, ensemblier et designer allemand (°1883).
- 4 décembre : Walter Goehr, compositeur et chef d'orchestre allemand naturalisé britannique (° 28 mai 1903).
- 7 décembre : Clara Haskil, pianiste suisse d'origine roumaine (° 7 janvier 1895).
- 20 décembre Henri Malançon, peintre français (° 20 décembre 1876).
- 28 décembre : Philippe Panneton dit Ringuet, écrivain canadien (° 30 avril 1895).
- 29 décembre : René Charles Edmond His, peintre français (° 15 février 1877).
- 31 décembre : Clarence Decatur Howe, homme politique canadien (° 15 janvier 1886).

### Date précise inconnue
- - Léon Noireaut, peintre français (° 31 décembre 1886).
  - Hay Plumb, réalisateur, acteur et scénariste britannique (° 1883).